# Historia rerum in partibus transmarinis gestarum
Historia Rerum in Partibus Transmarinis Gestarum (Storia delle imprese d'Oltremare) o Historia Belli Sacri Verissima (Storia fedele della Guerra Santa) è un dettagliato resoconto in latino della storia delle prime crociate e del Regno di Gerusalemme dal 1095 al 1183. Fu scritto da Guglielmo di Tiro nel Regno di Gerusalemme in latino medievale nella seconda metà del XII secolo. 

## Descrizione
L'opera consta di ventitré capitoli, l'ultimo incompleto, poiché forse sopraggiunse la morte dell'autore. Per i primi 15 libri l'autore si avvalse di cronache esistenti e di testimonianze dirette dai protagonisti per descrivere eventi del passato: negli ultimi otto libri Guglielmo è invece spesso testimone diretto di vicende politiche, belliche e diplomatiche di fondamentale importanza per la Terra santa.
Da molti critici il tono degli scritti viene considerato distorto ed eccessivo, ma in realtà sono ricchissimi di notizie. D'altra parte, Guglielmo viene considerato come uno dei pochi cronisti del tempo che conosceva approfonditamente il mondo musulmano, i sunniti, le dinastie al potere. Era in stretto contatto con i regnanti di Gerusalemme e partecipò in prima persona a parecchi eventi.
La cronistoria si interrompe intorno al 1183, pressappoco l'anno della sua morte.
Tuttavia altri cronisti proseguirono la cronaca redigendo altri scritti in antico francese: tra i Continuatori di Guglielmo (come oggi sono noti alla storiografia) spicca Ernoul.
Ad essa si ispirò Torquato Tasso, come fonte per la sua grandiosa Gerusalemme Liberata, e fu ampiamente ritradotta negli anni a venire. Benché molte sue copie siano andate perdute, ne è rimasta un'ultima originale nella biblioteca Marciana di Venezia.

## Estoire de Eracles
Una traduzione in francese antico – datata XIII secolo – della Historia in latino è nota col titolo di Storia di Eraclio o Estoire de Eracles poiché Guglielmo di Tiro fa iniziare la sua cronaca proprio dal regno dell'imperatore bizantino Eraclio.

## Edizioni dellaHistoria

### Edizioni antiche
- (LA)  Belli sacri historia, libris 23. comprehensa, de Hierosolyma, ac terra promissionis, adeoque uniuersa pene Syria per Occidentales principes Christianos recuperata: narrationis serie usque ad regnum Balduini quarti, per annos 84. continuata. Opus nunc que primum doctissimi uiri Philiberti Poyssenoti opera in lucem editum. Gulielmo Tyrio metropolitano quondam archiepiscopo autore. Basileae: per Nicolaum Brylingerum et Ioannem Oporinum, 1549.
- Historia della guerra sacra di Gierusalemme, della terra di promissione, e quasi di tutta la Soria ricuperata da' Christiani: raccolta in 23 libri, da Guglielmo arciuescovo di Tiro, & gran cancelieri del regno di Gierusalemme: la quale continua ottantaquattro anni per ordine, fin'al regno di Baldoino 4. Tradotta in lingua italiana da M. Gioseppe Horologgi. In Venetia : appresso Vincenzo Valgrisi, 1562. 2ª edizione: In Venetia: appresso Antonio Pinelli, 1610.
- (LA)  Historia belli sacri verissima, lectu et iucunda et vtilissima, libris vigintitribus ordine comprehensa. Authore olim Vuilhelmo Tyrio metropolitano archiepiscopo, nunc vero multo castigatior quam antea in lucem edita. Cum prefatione Henrici Pantaleoni, atque ipsius authoris vita, multarumque nobilissimarum vrbium vera depictione, & omnium librorum ac capitum locupletissimo indice. Basileae: per Nicolaum Brylingerum, 1564.
- (FR)  Histoire de la Guerre Saincte, dite proprement, la Franciade orientale, contenant ce que les Francoys & autres princes occidentaux ont heureusement execute contre les Turcs, Sarrasins & infideles, tant pour le recouurement & conqueste de la Saincte Cite & Royaume de Ierusalem, que de la terre de Promission, & de toute la Syrie, par l'espace de quatre vingts quatre ans, que les Chrestiens ont tenu le pais d'Orient: iusques au regne de Baudouin quatriesme du nom, & sixiesme roy de Ierusalem du nombre des Latins, apres l'illustre & magnifique prince Godefroy, duc de Buillon & de Lorraine. Faite latine par Guillaume Archeuesque de Tyr & traduite en francois, par Gabriel du Preau. A Paris: chez Nicolas Chesneau, 1573.

### Edizioni moderne
- (FR)  Guillaume de Tyr et ses continuateurs: texte francais du 13. siècle, revu et annote par M. Paulin. 2 voll. (Histoire generale des Croisades par les auteurs contemporains) Paris: Firmin Didot 1879-1880
- (EN)  Godeffroy of Boloyne; or, The siege and conqueste of Jerusalem, by William, Archbishop of Tyre. Translated from the French by William Caxton. (Early English Text Society) by K. Paul, Trench, Trubner & Co., 1893. [reprinted, Millwood, N.Y., Kraus Reprint Co., 1973]
- (LA)  Willelmus archiepiscopus Tyrensis, Historia belli sacri cum continuatione, in Patrologia latina, vol. 201, Paris 1903, p. 412.
- (EN)  A history of deeds done beyond the sea by William archbishop of Tyre; translated by Emily Atwater Babcock and A.C. Krey 2 voll. (Records of civilization, sources and studies, 35). New York, Columbia University Press, 1943.
- (LA)  Willelmus Tyrensis archiepiscopus: Chronicon curante CETEDOC, Universitas catholica lovaniensis, Lovanii Novi. (Corpus Christianorum. Instrumenta lexicologica Latina. Ser. A, 32). Turnhout: Brepols 1986.
- (FR)  Guillaume de Tyr, Chronique, edition critique par R.B.C. Huygens; identification des sources historiques et determination des dates par H. E. Mayer et G. Rosch. 2 v. (1170 p. compless.). Turnholti: Brepols, 1986
- (parziale) Guglielmo di Tiro, Cronaca a cura di Eugenio Bugio, in Crociate. Testi storici e poetici, a cura di Gioia Zaganelli (Meridiani Classici dello spirito), Mondadori, Milano 2004.